# Объединение (Орловская область)
Объедине́ние — посёлок в Урицком районе Орловской области России. Входит в состав Луначарского сельского поселения.

## География
Посёлок находится на расстоянии 6 км к юго-востоку от посёлка городского типа Нарышкино, административного центра района.

### Часовой пояс
Деревня Объединение, как и вся Орловская область, находится в часовой зоне МСК (московское время). Смещение применяемого времени относительно UTC составляет +3:00.

## Население
| 2010 |
| ---- |
| 19   |

## Улицы
В посёлке имеется одна улица — Берёзовая.